# Ormen Långe (1826)
 Ormen Långe  var ett passagerarfartyg på Göta kanal. Hon byggdes 1826 vid Hammarstens varv i Norrköping. Skrovet var av ek och fur.
Enligt mätbrev av 7 april 1826 var fartygets längd 79,4 fot (23,57 meter), bredd 12,5 fot (3,71 meter) och djupgående 5 fot (1,48). Fartygets lastkapacitet var 5,24 svåra läster (12,83 ton).
Båten var utrustad med en ångmaskin om 22 nom hk tillverkad av Samuel Owen.

## Ormen Långe i årtal
- 1826 Fartyget sattes i trafik på traden Stockholm-Norrköping.
- 1830, 17 september Fartyget kolliderar med FÖRENINGEN.
- 1833 augusti. Fartyget inhyrdes av Göta Kanalbolag för en inspektionsresa längs kanalen.
- 1834 Fartyget blev det första maskindrivna fartyg som kommit sjövägen från Stockholm till Linköping. Med på resan var Östergötlands nye landshövding Otto Palmstierna med familj och bohag.
- 1837 Fartyget sattes in på traden Stockholm-Linköping. Som följd av svårigheter att ta sig in 	till Linköping via Stångån ändrades traden till Stockholm-Berg.
- 1843 oktober. Fartyget var på väg från Linköping mot Stockholm. I Söderköping exploderade båtens ångpanna och maskinisten skadades allvarligt. Båten togs ur trafik. Det finns dock även en version som berättar att det var i Duvkullens slussar som ångpannan exploderade. En sägen berättar att båten sänktes i Roxen 1843 då den sågs som för gammal, omodern och svår att manövrera. Sägnen anses inte vara sann.

Idag är sjön Roxens vattenstånd reglerat av dammen vid Kimstad. Tidigare kunde sjön drabbas av översvämningar. Då blev vattenståndet högt även i Stångån och vattnet flöt ut över det flacka landskapet. Det berättas att kaptenen på hjulångaren Ormen Långe, vid ett sådant tillfälle: ”under Stångåns öfversvämningar, stannat på en åker vid en grindstolpe, på hvilken suttit en kråka, som kaptenen i skymningen ansett vara qvasten på en ruskprick”.